# Jan Pacner
Jan Pacner (* 20. listopadu 1964 Třebíč) je český (resp. moravský) římskokatolický duchovní, dlouholetý vojenský kaplan.

## Životopis
Po maturitě na třebíčském gymnáziu začal studovat odbornou matematiku na vysoké škole v Brně. Studium nedokončil, absolvoval dvouletou základní vojenskou službu, dva roky pracoval v nemocnici a poté nastoupil do semináře v Litoměřicích. Po listopadu 1989 studoval teologii v Salcburku a promoval v roce 1993 na teologické fakultě v Olomouci.
Knězem byl vysvěcen v roce 1995. Jako novokněz působil v Křižanově a v Kutné Hoře. V letech 1998-2005 byl administrátorem ve farnosti Brno-Řečkovice. Od roku 2005 byl vojenským kaplanem, zároveň působil i v pastoraci brněnských vysokoškoláků a ve farnosti Brno-Starý Lískovec. V dubnu 2008 se stal kaplanem Univerzity obrany v Brně. V létě 2019 byl jmenován farářem svatojakubské farnosti v Brně. Během Pandemie covidu-19 v Česku na jaře 2020 vykonává službu duchovní krizové pomoci po telefonu.
Jeho dva rodní bratři, Stanislav a Pavel, jsou rovněž kněžími brněnské diecéze.